# سوفیا تیلور علی
سوفیا تیلور رامزیر علی (انگلیسی: Sophia Taylor Ramseyer Ali؛ زادهٔ ۷ نوامبر ۱۹۹۵) بازیگر آمریکایی است. او بیشتر برای بازی در مجموعه کمدی رمانتیک ام‌تی‌وی، تظاهر، مجموعه پزشکی درام ای‌بی‌سی، آناتومی گری و وحشی‌ها شناخته‌می‌شود. از نقش‌های سینمایی او می‌توان به پنه‌لوپه آماری در جرئت یا حقیقت و کلوئی فریزر در آنچارتد اشاره کرد.

## زندگی‌نامه
سوفیا علی در ۷ نوامبر ۱۹۹۵ در سن دیگو، کالیفرنیا متولد شد. پدر او، آسیم علی، پاکستانی و مادرش، بروک علی، آمریکایی می‌باشد.
علی نخستین فعالیت بازیگری خود را با حضور در برنامه تلویزیونی خیابان کی تجربه کرد و پس از آن در فیلم‌ها و مجموعه‌های تلویزیونی مختلفی مانند تظاهر، سی‌اس‌آی: میامی، مبلغ و هر کی یک چیزی می‌خواد به ایفای نقش پرداخت.
نخستین موفقیت علی در سال ۲۰۱۷ و با حضور در نقش دکتر داهیلا قدری در مجموعه تلویزیونی آناتومی گری اتفاق افتاد. او در سال ۲۰۱۸، در فیلم دلهره‌آور و ترسناک جرئت یا حقیقت بازی کرد. علی در مارس سال ۲۰۲۰ برای ایفای نقش کلوئی فریزر، به جمع بازیگران فیلم آنچارتد که بر پایه مجموعه بازی ویدئویی به همین نام است پیوست و به عنوان یکی از بازیگران اصلی در سریال وحشی‌ها ظاهر شد.

## فیلم‌شناسی

### سینمایی
| سال  | فیلم                | نقش                | یادداشت |
| ---- | ------------------- | ------------------ | ------- |
| ۲۰۰۷ | مبلغ                | دختر هندی-آمریکایی |         |
| ۲۰۱۶ | هرکی یه چیزی می‌خواد | هم‌اتاقی بورلی      |         |
| ۲۰۱۸ | جرئت یا حقیقت       | پنه‌لوپه آماری      |         |
| ۲۰۲۱ | شیرینی و ادویه هندی | عالیا کاپور        |         |
| ۲۰۲۲ | آنچارتد             | کلوئی فریزر        |         |

### تلویزیون
| سال       | مجموعه تلویزیونی | نقش              | یادددشت           |
| --------- | ---------------- | ---------------- | ----------------- |
| ۲۰۰۶      | بارنی و دوستان   | خودش             | ۳ قسمت            |
| ۲۰۱۱      | سی‌اس‌آی: میامی    | سامانتا داونی    | قسمت: «سخت و سرد» |
| ۲۰۱۴      | ستمگر            | سمیرا نادال      | قسمت: «آغازین»    |
| ۲۰۱۶      | تظاهر            | سابرینا          | ۵ قسمت            |
| ۲۰۱۹–۲۰۱۷ | آناتومی گری      | دکتر داهیلا قدری | ۲۷ قسمت           |
| ۲۰۲۰      | وحشی‌ها           | فطین جادمانی     | نقش اصلی          |